# Гуляйпільська районна рада
Гуляйпільська районна рада — районна рада Гуляйпільського району Запорізької області, з адміністративним центром в м. Гуляйполе.

## Загальні відомості
Гуляйпільській районній раді підпорядковані 1 міська рада, 1 селищна рада, 18 сільських рад, 1 місто, 1 селище міського типу, 57 сіл. Водойми на території районної ради: річка Гайчур.  
Населення становить 28,3 тис. осіб. З них 15,6 тис. (55%) — міське населення, 12,7 тис. (45%) — сільське.

## Склад ради
Загальний склад ради: 34 депутати. Партійний склад ради: Опозиційний блок — 11, Радикальна партія Олега Ляшка — 7, Всеукраїнське об’єднання «Батьківщина» — 5, Блок Петра Порошенка «Солідарність» — 4, «Наш край» — 4, «Сильна Україна» — 3.

### Керівний склад ради
- Голова — Клешня Анатолій Григорович
- Заступник голови —